# Odra (ort)
Odra är en ort i Kroatien.   Den ligger i länet Zagreb, i den centrala delen av landet, 9 km söder om huvudstaden Zagreb. Odra ligger 110 meter över havet och antalet invånare är 1 494.
Terrängen runt Odra är platt. Runt Odra är det ganska tätbefolkat, med 54 invånare per kvadratkilometer. Närmaste större samhälle är Zagreb - Centar, 9,0 km norr om Odra. I omgivningarna runt Odra växer i huvudsak lövfällande lövskog.